# Гудулиева къща
Гудулиевата къща (на гръцки: Οικία Γκουντουλιά) е къща, архитектурна забележителност в град Костур, Гърция.

## Местоположение
Къщата е разположена на улица „Каравангелис“ № 10, югоизточно под Костурския акропол.

## История
Сградата е построена в 1926 година за жилище и кожухарска работилница и принадлежи на Апостолос Гудулиас. В 1987 година сградата е обявена за паметник на културата.

## Архитектура
В архитектурно отношение къщата се състои от приземен етаж, етаж и покрив и е типичен пример за къща от междувоенния период, със забележителни морфологични елементи като гипсови декорации, вълнообразни рамки, фалшиви парапети, железни рамки с извити краища на прозорците, флорални декорации и други. Югозападното помещение на първия етаж създава триъгълен фронтон. По стрехите на покрива е оформен капков коприниз, а в ъглите, както и отстрани на външния отвор са оформени фалшиви пиластри.